# 教育总监
教育总监（日语：〔〕／）是旧日本帝国陆军中主管教育的职位，其所执掌的机关部门被称为教育总监部。
教育总监的职位和教育总监部于1898年（明治31年）1月20日根据《教育总监部条例》（明治31年敕令第7号）设立，其前身是在1887年（明治20年）5月31日根据《监军部条例》（明治20年敕令第18号）而设立的监军和监军部。作为主管机关，教育总监和教育总监部的职责在于管理陆军所辖的学校、对陆军将校进行考试以及统管全部队的教育工作。不过，由于术业有专攻，陆军航空部队的教育与考核大部分工作则是由航空总监部承担，而参谋人员的培训也相应由总参谋部负责。1898年1月22日，在《教育总监部条例》颁发两天后，教育总监部正式在东京都麴町区隼町1号原监军部部旧址成立。  1901年4月28日，总监部办公地址迁至麴町区代官町 。1941年12月8日至15日，陆军省、参谋本部、陆军航空总监部等中枢部门由于战火从原址迁至市谷台陆军士官学校旧址办公。
教育总监一职为亲任官，按例须由中将以上之资深陆军军官担任。由于地位显要，教育总监与陆军大臣、总参谋长合称为日本陆军三长官。
作为陆军最高军事官员之一，教育总监的发言普遍在军内有很大的权重，在军事教育方面更是有一言九鼎的影响。
二二六事变的一个重要诱因就是时任教育总监一职被发表了天皇机关说之言论的渡边锭太郎从军队皇道派头目真崎甚三郎手中接过。由于此事造成了少壮派皇道派军官的普遍不满，渡边锭太郎便成为了起事军官的首要打击对象，于家中遭到高桥太郎少尉率领的步兵第三联队叛军袭击，惨遭杀害。

## 历代教育总监
| 代   | 氏名       | 在職期間                       | 出身       |
| ---- | ---------- | ------------------------------ | ---------- |
| 1    | 寺内正毅   | 1898年1月22日 - 1900年4月25日  | 長州藩     |
| 2    | 野津道貫   | 1900年4月25日 - 1904年3月17日  | 薩摩藩     |
| 3    | 寺内正毅   | 1904年3月17日 - 1905年5月9日   | 長州藩     |
| 4    | 西寛二郎   | 1905年5月9日 - 1908年12月21日  | 薩摩藩     |
| 5    | 大岛久直   | 1908年12月21日 - 1911年9月6日  | 秋田藩     |
| 6    | 浅田信兴   | 1911年9月6日 - 1914年4月22日   | 川越藩     |
| 7    | 上原勇作   | 1914年4月22日 - 1914年12月17日 | 陸士旧3期  |
| 8    | 一戸兵衛   | 1914年12月17日 - 1919年8月26日 | 陸士旧3期  |
| 9    | 大谷喜久蔵 | 1919年8月26日 - 1920年12月28日 | 陸士旧2期  |
| 10   | 秋山好古   | 1920年12月28日 - 1923年3月17日 | 陸士旧3期  |
| 11   | 大庭二郎   | 1923年3月17日 - 1926年3月2日   | 陸士旧8期  |
| 12   | 菊池慎之助 | 1926年3月2日 - 1927年8月26日   | 陸士旧11期 |
| 13   | 武藤信義   | 1927年8月26日 - 1932年5月26日  | 陸士3期    |
| 14   | 林銑十郎   | 1932年5月26日 - 1934年1月23日  | 陸士8期    |
| 15   | 真崎甚三郎 | 1934年1月23日 - 1935年7月16日  | 陸士9期    |
| 16   | 渡辺錠太郎 | 1935年7月16日 - 1936年2月26日  | 陸士8期    |
| 17   | 西義一     | 1936年3月5日 - 1936年8月1日    | 陸士10期   |
| 18   | 杉山元     | 1936年8月1日 - 1937年2月9日    | 陸士12期   |
| 19   | 寺内寿一   | 1937年2月9日 - 1937年8月26日   | 陸士11期   |
| 20   | 畑俊六     | 1937年8月26日 - 1938年2月14日  | 陸士12期   |
| 21   | 安藤利吉   | 1938年2月14日 - 1938年4月30日  | 陸士16期   |
| 22   | 西尾寿造   | 1938年4月30日 - 1939年9月12日  | 陸士14期   |
| 代理 | 河辺正三   | 1939年9月12日 - 1939年10月14日 | 陸士19期   |
| 23   | 山田乙三   | 1939年10月14日 - 1944年7月18日 | 陸士14期   |
| 24   | 杉山元     | 1944年7月18日 - 1944年7月22日  | 陸士12期   |
| 代理 | 野田謙吾   | 1944年7月22日 - 1944年11月22日 | 陸士24期   |
| 25   | 畑俊六     | 1944年11月23日 - 1945年4月7日  | 陸士12期   |
| 26   | 土肥原賢二 | 1945年4月7日 - 1945年8月25日   | 陸士16期   |
| 27   | 下村定     | 1945年8月25日 - 1945年10月15日 | 陸士20期   |

## 下属机构
刚成立时，教育总监部基本沿袭了当年监军部的架构，在机构方面，除本部外，还下设骑兵监部、野战炮兵监部、要塞炮兵监部、工兵监部、辎重兵监部。 1900年（明治33年）3月起，本部部长的职位改称参谋长。 1907年（明治40年）10月9日，要塞炮兵监部改称为重炮兵监部。 1908年（明治41年）12月，参谋长的职位又改回了‘本部长’的称呼，并在总部下设立了庶务部、第一部、第二部共三个部门。 1919年（大正8年）4月起，野战炮兵监部与重炮兵监部合并，改名为炮兵监部。 1938年（昭和13年）7月，本部采用部门制，被分化为第1部、第2部。 1941年4月，新成立了化学兵监部和通信兵监部，骑兵监部也改组为陆军机甲本部并改为由陆军省直辖。同年，第1部更名为总务部署理政务，而第2部则被撤销。 1945年（昭和20年）3月，高炮兵监部成立。

### 管辖学校
- 日本陆军士官学校 ：1945年9月30日关闭。
- 陆军预备军官学院
- 日本陆军预备士官学校
- 陆军幼年学校
- 陆军炮工学校→陆军科学学校
- 陆军户山学校
- 陆军步兵学校
- 陆军训练学校
- 陆军公主岭学校